# Final Fantasy X-2
Final Fantasy X-2 (ファイナルファンタジーX-2?, Fainaru Fantajī Ten Tsū) è il sequel diretto (cosa inedita per la saga) di Final Fantasy X, il primo titolo per PlayStation 2 della rinomata serie di videogiochi di ruolo della software house giapponese Square (divenuta Square Enix il 1º aprile 2003).
Nella trama la sconfitta di Sin da parte dell'invocatrice Yuna ha portato la pace (il Bonacciale eterno) nel mondo di Spira ma l'ha costretta a separarsi dal suo amato, Tidus, ormai scomparso.
Due anni dopo, Kimahri, ex-guardiano di Yuna, trova sul Sacro Monte Gagazet una sfera (unità per lo stoccaggio di dati video diffusissima nel mondo di Spira) che mostra un ragazzo molto simile al giovane Tidus intento a parlare con sconosciuti che pare lo abbiano imprigionato.
Yuna decide così di andarlo a cercare e si unisce ad un gruppo di cacciasfere, i Gabbiani, nel quale militano Rikku e Paine, amiche e co-protagoniste della storia.
Nel corso del TGS 2011, Square Enix annunciò che i due capitoli di Final Fantasy X sarebbero stati rimasterizzati in alta definizione per PlayStation 3 e PlayStation Vita in occasione del 10º anniversario dall'uscita di Final Fantasy X. In una conferenza Sony del 2014, venne annunciato che la versione rimasterizzata sarebbe uscita anche su PlayStation 4 nella primavera 2015. 
Nel 2016 la rimasterizzazione è uscita anche per Microsoft Windows e nel 2019 per Nintendo Switch e Xbox One, col titolo "Final Fantasy X-2 HD Remaster".

## Trama
La storia è ambientata due anni dopo gli avvenimenti di Final Fantasy X.
Yuna conduce una vita tranquilla a Besaid fino a quando Rikku le mostra una Sfera contenente immagini che sembrano raffigurare Tidus, così Yuna decide immediatamente di unirsi ai Gabbiani (gruppo di Cacciasfere cui appartiene Rikku) alla ricerca di altre sfere che riconducano a Tidus.
Infatti Yuna non ha ancora accettato emotivamente la scomparsa del suo amore. Nel suo viaggio incontrerà tante vecchie conoscenze.
La nuova Spira vede 3 grandi nuove organizzazioni:
- La Youth League (Lega della Gioventù) capeggiata da Nooj, ex membro della Milizia;
- New Yevon (Neo Yevon) capeggiato dal Pretore Baralai, il cui passato è avvolto dal mistero;
- Gli Automisti capeggiati da Gippal, Albhed che partecipò all'Operazione Mihen.

La Youth League e New Yevon sono perennemente in conflitto in quanto la prima vuole rendere nota la verità sul passato contenuto nelle sfere mentre la seconda vuole nasconderla giustificandosi dicendo che ciò è per il bene della gente. La Lega è sostenuta principalmente da i diffidenti verso Yevon mentre New Yevon è sostenuta dai vecchi sostenitori dell'ordine. Questo "conflitto" influenzerà anche radicalmente alcuni tratti di gioco. Procedendo nel gioco verremo a conoscenza di una nuova minaccia per Spira, Vegnagun, arma creata per la guerra di Bevelle contro Zanarkand ma mai utilizzata perché potenzialmente troppo pericolosa. Infine riscontriamo la storia Lenne-Shuyin, analoga a quella Yuna-Tidus, solo ambientata molti anni prima.
Alla fine del gioco ci saranno tre possibilità, in base alle scelte fatte durante la propria partita.
- Good ending: Yuna, Rikku e Paine riusciranno a trovare il giovane Tidus, che comparirà nelle acque di Besaid (luogo dove fu cresciuta Yuna), e mentre i due gioiscono per il ritrovamento, verranno acclamati dalla gente e dagli amici di Besaid (tra i quali anche Wakka e Lulu con il loro figlioletto).

- Perfect ending: subito dopo la scena mostrata nel good ending si vede Tidus e Yuna che osservano il tramonto nelle rovine di Zanakard e Tidus spiega a Yuna come ha fatto a tornare e Yuna si stringe a lui.
- Sad ending: Yuna viene abbracciata dallo spirito di Tidus, che però rimane nella sua forma spirituale e non gli verrà concesso di tornare su Spira in carne e ossa. Lo spirito scomparirà dopo una commovente scena in cui Yuna lo ringrazia di tutto.

## Personaggi

### Giocabili
- Yuna: una ex invocatrice di 19 anni, diventa cacciasfere quando la cugina Rikku gliene consegna una raffigurante un ragazzo che assomigliava a Tidus. Due anni prima sconfisse Sin insieme ai suoi guardiani Lulu, Wakka, Auron, Kimahri, Rikku e Tidus, e potenti creature chiamate Eoni.
- Rikku: ragazza Albhed di 17 anni, sorella minore di Fratello e cugina di Yuna, nonché sua guardiana nel suo pellegrinaggio di due anni prima.
- Paine: spadaccina di 18 anni silenziosa e dal passato oscuro. Anche se non lo dimostra si diverte e si è affezionata a Yuna e Rikku. Conosceva già Baralai, Gippal e Nooj, perché due anni prima era stata incaricata dal Maestro Kinoc di documentare con le videosfere il percorso di addestramento della squadra Kermes, di cui i tre facevano parte.

### Non giocabili
- Nooj: ex-miliziano di 21 anni è a capo della lega della gioventù. Dopo lo scontro con Sin, buona parte del suo corpo è stata distrutta, ma proprio le macchine che tanto odiavano gli Yevoniti lo hanno mantenuto in vita. Ciò nonostante, Nooj non è contento della sua condizione di cyborg, e afferma di aspettare una buona occasione per morire (lo hanno chiamato il "Brama-morte").
- Baralai: giovanissimo (20 anni) pretore di Neoyevon. Due anni prima della storia ha incontrato Seymour. È poi entrato a far parte della squadra Kermes, e ha partecipato alla spedizione nella Grotta delle Pene, dove ha assistito alla morte di molti suoi compagni e ha rischiato di morire egli stesso per mano di Nooj. In seguito, scoprirà che è stato Shuyin a fare impazzire il suo compagno nella grotta, e verrà poi posseduto dallo stesso Shuyin nel terzo capitolo. Yuna pensava di doverlo sposare due anni prima.
- Gippal: ragazzo Albhed di 18 anni, lotta perché la sua razza sia accettata. Infatti, nonostante il credo di Yevon sia stato cancellato, molti ex yevoniti non vedono ancora gli Albhed e le loro macchine di buon occhio. Ha fatto parte della squadra Kermes con Nooj e Baralai, ed è incredibilmente il più pacifista dei tre. Afferma di essere stato fidanzato con Rikku.
- Shinra: piccolo genietto Albhed che riesce ad sfruttare l'energia delle sfere. Ha scoperto come utilizzare l'energia del pianeta per dare energia alle città. Il suo nome è un riferimento alla Shinra Co. di Final Fantasy VII, che usa la Lifestream come fonte di energia.
- Fratello: fratello di Rikku e cugino di Yuna. In questo gioco svolge un ruolo ben più importante di quello che aveva nel precedente: capitano della nave Celsius e capo dei Gabbiani, ha imparato a parlare la lingua Yevonita solo per poter parlare con Yuna, di cui è segretamente innamorato (nonostante sia sua cugina). Come nel primo gioco, ha l'abitudine di gesticolare e muoversi in modo strano.
- Compagno: amico fedele di Fratello e pilota della Celsius. Insieme a Rikku, hanno fondato il gruppo dei Gabbiani. Il motivo del nome, come la storia della nave, si scopre in un filmato nel quinto capitolo.
- Lenne: famosa cantante e invocatrice della Zanarkand dei tempi di Yu Yevon. Ha stretto la mano al vecchio Maechen. Morì cercando di fermare Shuyin, che intendeva porre fine alla guerra delle macchine per mezzo di Vegnagun. i suoi ricordi si sono impressi nella Looksfera Soubrette, che contiene l'abito da cantante di Yuna.
- Shuyin: il ragazzo di Lenne, simile a Tidus, è il ragazzo apparso nella sfera trovata da Rikku e Kimahri sul Gagazet. Non ha assistito alla comparsa di Sin, poiché è morto poco prima della fine della guerra delle macchine, alla quale lui voleva porre fine tramite l'arma suprema Vegnagun. Viaggia come non trapassato prima nel corpo di Nooj e poi in quello di Baralai con il quale riattiverà Vegnagun. Come Tidus, è un campione di blitzball.
- Leblanc: cacciasfere molto carismatica innamorata di Nooj. Inizialmente rivale scorretta e senza scrupoli, diventerà poi amica di Yuna. Si è trasferita nella villa di Seymour, a Guadosalam.
- Ormi: enorme ninja braccio destro di Leblanc. La sua arma è uno scudo grande quasi quanto lui. Sembra che non sappia contare fino a quattro. Prima di diventare cacciasfere lavorava per il Maestro Kinoc insieme a Logos.
- Logos: spalla di Leblanc. Combatte con pistole stile anni '30. Due anni prima fu inviato a controllare cosa era stato della squadra Kermes nella grotta delle Pene insieme con Ormi. In seguito è diventato un cacciasfere.
- Trema: fondatore prima del movimento Veritas, antenato della lega della gioventù, poi di Neoyevon, cerca le sfere per aumentare il suo potere. Ha creato un enorme labirinto sotto Bevelle, dove si sono rifugiate le anime di alcune vecchie conoscenze (il Maestro Kinok, il Maestro Jiskal Guado, il Maestro Mika, e perfino Yunalesca e Zaon), che alla vista delle protagoniste si reincarnano in mostri nati dalla loro ira e dalla loro tristezza. Trema è l'unico non trapassato su cui sono ben visibili i segni del tempo (pelle pallida, vestiti strappati), come se continuasse ad invecchiare anche dopo la morte. Dopo essere stato sconfitto scompare. Nessuno sa da quanto tempo sia morto. È comparso, mai nominato, anche in FFX, a Zanarkand.
- Isaaru: ex-invocatore, due anni prima aveva sfidato Yuna nel canale purificatio. Adesso si occupa del business creato da Cid, il padre di Rikku, alle rovine di Zanarkand, ridotte dall'Albhed a meta turistica. Inizialmente preferisce non prendere parte a nessuna fazione, ma nel quinto capitolo diventa nuovo pretore di Neoyevon (solo se nel quarto capitolo il giocatore assiste a tutte le scene che lo riguardano nella videosfera di Zanarkand).
- Maroda: fratello di Isaaru, fa parte della lega della gioventù.
- Pacce: fratello minore di Isaaru e di Maroda. fa parte del piccolo gruppo dei cacciasfere "Le avanguardie", anch'essi parte della lega della gioventù.
- Wakka: amico di Tidus, ex guardiano di Yuna. è sposato con Lulu. molto tempo prima era il capitano della squadra di Blitzball "Besaid Aurochs", che non avevano nemmeno vinto una partita, fino all'entrata di Tidus nella squadra. Da quando Wakka è Padre del piccolo Vidinu (in Albhed significa Futuro), il posto di allenatore è passato all'ex miliziano Beclem.
- Lulu: è una maga nera, moglie di Wakka ed ex guardiana di Yuna. Aiuta come può suo marito ad essere più sicuro di sé; nell'ultimo capitolo avrà un figlio da Wakka, Vidinu.
- Kimahri: esageratamente basso per essere un Ronso, è un ex-guardiano di Yuna. Fa parte della tribù Ronso del monte Gagazet, di cui ora è il capo. Nonostante faccia del suo meglio per essere un buon capo-tribù, non è ben visto dai Ronso più giovani, in modo particolare da Garik, che lo considera una pappamolla.
- Garik Ronso: giovane Ronso, non vede di buon occhio il capo-tribù Kimahri, e vorrebbe ripagare il sangue sparso dai suoi fratelli per difendere Yuna da Seymour con sangue di Guado. Tenterà di guidare i giovani Ronso verso il bosco di Macalania per sterminare i Guado, ma Yuna riuscirà a farlo rinsavire, finché Kimahri non gli darà un sonoro pugno, convincendolo del tutto.
- Tromell: anziano Guado, ex consigliere di Seymour. Consapevole dei suoi errori si è rifugiato a Macalania con i Guado rimasti, in attesa che le acque si calmassero. Non si aspetta perdono dalla gente di Spira, ma spera almeno che la gente li dimentichi. Nel quinto capitolo, se l'attacco dei Ronso contro i Guado sarà sventato, Tromell ritornerà a Guadosalam come nuovo capo della razza dei Guado.
- L'intercessore: come nel primo gioco, anche qui l'intercessore di Bahamut sarà una presenza fissa e un aiuto prezioso per Yuna, anche se nel secondo capitolo Yuna dovrà combattere contro la versione oscura dell'Eone. Alla fine del gioco, il giocatore potrà parlare con lui per sbloccare il finale segreto del gioco (a patto di aver soddisfatto i requisiti nei capitoli precedenti).
- Tidus: ragazzo di cui Yuna è innamorata. Nel capitolo precedente scompare, poiché egli era un abitante della Zanarkand dei sogni, scomparsa quando gli intercessori hanno smesso di sognarla e quindi tenerlo in vita. Era un guardiano di Yuna, finché ella non sconfisse Sin. La missione nel gioco di Yuna sarà proprio quella di salvarlo.

## Modalità di gioco
La struttura di gioco è inedita per la serie: la storia è suddivisa in cinque capitoli, ognuno dei quali costituito da un determinato numero di missioni. La maggior parte di esse è facoltativa ma il loro mancato completamento farà perdere sequenze animate, risvolti della trama e avvenimenti del mondo di Spira.
La grafica di gioco mostra cura per i dettagli in particolare delle animazioni facciali, dotate di un'espressività che nei capitoli precedenti era possibile solo nei filmati.
Alla fine dell'ultimo capitolo verrà data la possibilità di creare un salvataggio per ricominciare il gioco mantenendo soldi, oggetti, looksfere e collezioni conquistati nella partita precedente. Sarà inoltre possibile ripercorrere le gesta delle tre eroine effettuando, nel corso della storia, scelte diverse per scoprire nuovi risvolti della trama e nuovi filmati.

### Combat System
Il sistema di combattimento è basato sul Job System: ognuna delle tre ragazze può vestire un diverso abito (Looksfera) che dona loro determinati parametri e abilità (che vanno sviluppate una per una mediante Ability Points) e può essere cambiato anche durante la battaglia. I vestiti per essere utilizzati devono essere inseriti nelle Collezioni le cui barriere, se infrante cambiando job durante gli scontri, donano particolari bonus.
Dopo la parentesi a turni del decimo capitolo torna l'Active Time Battle (ATB), la cui velocità può essere modificata a piacimento dal menu Configura. La possibilità di personalizzare l'equipaggiamento è stata ridotta ai soli accessori, con limite di due a personaggio, che potranno essere acquistati o trovati nel corso dell'avventura.

### Looksfere
- Guerriera: è dotata di grande potenza e difesa fisica e di una discreta velocità, mentre è mediocre nei parametri magici. La sua arma è la spada e le sue tecniche "Gladius" permettono di aggiungere effetti particolari al semplice attacco, ad esempio conferendo alla spada caratteristiche elementali. È la looksfera predefinita di Paine.
- Bandita: mediocre sia come combattente che come maga, la Bandita si distingue per i suoi altissimi valori di velocità e destrezza. Le sue armi sono i pugnali, e il suo comando "Attacca" ha la particolarità di essere eseguito in forma di combo (colpendo ossia per due volte di seguito). Le sue abilità permettono di rubare oggetti, soldi, HP e MP, oltre che provocare alterazioni di status o altri effetti particolari. È la looksfera predefinita di Rikku.
- Soubrette: dotata di buona velocità e destrezza, la soubrette non è in grado di attaccare direttamente il nemico e i suoi parametri difensivi e offensivi sono irrisori (la sua arma è un microfono), ma può potenziare i parametri della squadra grazie al comando "Canzone" e provocare status alterati e altri effetti particolari grazie al comando "Danza". È l'unica looksfera tra quelle non predefinite ad essere indossata durante i filmati.
- Pistolera: debole sia dal punto di vista fisico che magico, questa looksfera offre tuttavia livelli di mira e fortuna eccellenti a chi la indossa. L'abilità "Click" permette di sparare colpi a raffica, mentre le tecniche "Tirassegno" danneggiano il nemico con proiettili speciali, molti dei quali hanno una potenza che prescinde dai parametri difensivi del nemico. È la looksfera predefinita di Yuna.
- Nerarcano: è una looksfera dotata di grande potenza e difesa magica, anche se ha pochi HP ed è particolarmente esposta agli attacchi fisici del nemico. È specializzata nella Magia Nera, che utilizza con maggior potenza e impiegando meno tempo delle altre looksfere.
- Biancarcano: i suoi parametri sono molto simili alla looksfera "Nerarcano", ma la sua specialità è il controllo della Magia Bianca, con cui può curare e proteggere la squadra.
- Magipistolera: dotata di parametri più elevati della Pistolera, la Magipistolera si trova a proprio agio sia negli attacchi fisici che in quelli magici. Le sue abilità sono connesse al tipo di nemico che sta affrontando: è in grado di analizzare le caratteristiche dei nemici grazie al comando "Spot" e utilizzare proiettili che si adattano al tipo di mostro che sta affrontando, grazie al comando "Cacciagrossa". Inoltre è capace di imparare le tecniche  (alcune delle quali molto potenti) che subisce dai nemici e di utilizzarle tramite il comando "Trucco".
- Alchimista: possiede parametri abbastanza mediocri, ma la sua specialità consiste nell'uso degli oggetti, che può utilizzare con una velocità e una potenza più elevata delle altre looksfere, nonché creare oggetti dal nulla grazie al comando "Scorta". Può anche fondere tra loro due oggetti dell'inventario, ottenendo una vastissima gamma di tecniche offensive e difensive (come la Turbotecnica di Rikku, nel capitolo precedente).
- Cavaliere Nero: è piuttosto lento, ma è dotato di parametri offensivi e difensivi elevatissimi. La sua arma è un pesante spadone, ed è dotato di abilità magiche (il comando "Maleficio") che provocano danni e status dannosi ai nemici, mentre il comando "Atroh" danneggia gravemente tutti i nemici a prescindere dalla loro difesa a spese degli HP del Cavaliere Nero. È inoltre in grado di proteggersi dagli status dannosi più pericolosi (tra i quali Morte e Pietra).
- Berseker: vestita da animale, la Berseker attacca furiosamente usando i propri unghioni. Rapidissima e dotata di enorme potenza fisica, questa looksfera rende però piuttosto esposti agli attacchi dei nemici. Il comando "Infuria" permette diversi attacchi che possono sia danneggiare che provocare status alterati ai nemici, mentre "Berserk" aumenta la potenza fisica del personaggio, ma lo costringe ad attaccare senza controllo il nemico.
- Dea Fortuna: dotata di parametri non proprio elevati (a parte la Fortuna), questa looksfera può comunque danneggiare gravemente il nemico grazie al comando "Croupier", che consiste in diversi slot che se fermati correttamente possono far scatenare le tecniche più potenti (o danneggiare la squadra). Altre abilità della Dea Fortuna permettono di raddoppiare il numero di oggetti, Guil e Punti Esperienza ottenuti a fine battaglia. Valorizzano questa looksfera anche la tecnica "Quattro dadi", che permette di eseguire lunghe combo contro i nemici e l'autoabilità "Criticità", che garantisce il colpo critico per ogni attacco.
- Samurai: possiede pochi HP, ma ha una potenza e una rapidità molto elevate. Le abilità offerte dal suo comando "Enigma" sono molto versatili e permettono di danneggiare il nemico, come di provvedere alla protezione e al potenziamento del personaggio. Inoltre diverse sue abilità permettono di sconfiggere istantaneamente i nemici.
- Domatrice: a differenza delle precedenti looksfere, la domatrice per attaccare non utilizza armi, bensì animali. Le sue abilità sono abbastanza versatili, e cambiano a seconda del personaggio che utilizza la looksfera, come pure l'animale utilizzato. I parametri della Domatrice sono tuttavia poco elevati.
- Mascotte: nonostante l'aspetto tutt'altro che minaccioso (vestito da pupazzo e un peluche come arma), la Mascotte è la looksfera più potente di tutte. I suoi parametri sono elevatissimi e le sue abilità variano a seconda del personaggio che sta utilizzando la looksfera, anche se in ogni caso si trova a proprio agio sia negli attacchi fisici che in quelli magici, oltre che negli incantesimi di guarigione. Può inoltre utilizzare diverse tecniche appartenenti alle altre looksfere.

#### Looksfere speciali
A differenza delle altre looksfere, quelle speciali sono specifiche per un solo personaggio. Ogni volta che una delle tre ragazze utilizza la propria looksfera speciale, le altre due lasciano il campo di battaglia, sostituite da due enti che aiutano il personaggio rimasto. Le looksfere speciali hanno parametri molto elevati e abilità molto versatili, ma possono essere utilizzate solo indossando durante la battaglia tutti i look a disposizione del personaggio. Queste looksfere rendono il personaggio immune agli status alterati, anche se non gli permettono di fuggire o utilizzare oggetti.
Le looksfere speciali sono:
- Floralia: looksfera speciale di Yuna; somiglia ad una grande corolla di fiori. Gli enti Gea S e Gea D affiancano Yuna quando indossa questa looksfera.
- Automastino: looksfera speciale di Rikku, è affiancata dagli enti Smasher e Crusher; in questa forma Rikku guida un gigantesco robot.
- Suprema: looksfera speciale di Paine; ha un aspetto particolare, dato che è composta quasi completamente da spade; è affiancata dagli enti Pteron S e Pteron D.

## Colonna sonora
I brani principali della colonna sonora del gioco sono Real Emotion e 1000 no Kotoba di Koda Kumi (1000 words in inglese).
Nella versione giapponese la cantante è sempre Koda Kumi, mentre nella versione inglese si è preferito optare per una cantante di madre lingua, Jade degli Sweetbox.
Questa scelta è stata fatta a causa della pronuncia inglese della Kumi non perfetta. Questo ha portato la produzione ad una modifica parziale della canzone e anche del filmato del quarto capitolo; nonostante questo, le versioni in inglese di Koda Kumi sono state comunque pubblicate.

## Dati e numeri
Final Fantasy X-2 debutta in Giappone il 13 marzo 2003 e totalizza 1.200.000 pezzi venduti dopo poche ore dal lancio per giungere a 1.900.000 dopo un mese.
In America del Nord arriva il 18 novembre 2003 e vende un milione di copie nelle prime settimane per poi piazzarne un altro milione con l'arrivo in Europa del 20 febbraio 2004.
Oltre alla classica versione, in Giappone è stata venduta anche la versione Final Fantasy X-2 International + Last Mission. Oltre al normale videogioco, il titolo include due nuovi costumi, una missione opzionale e la possibilità di guidare i tre personaggi chiave del gioco precedente Tidus, Auron e Seymour.